# Ravnatelj
Ravnatelj je naziv, ki se uporablja za administrativnega vodjo šole, zavoda ali ustanove (včasih namesto direktorja). 
Najpogosteje se uporablja v šolstvu, sicer pa pojem uporabljamo tudi v primerih: ravnatelj gledališča, cirkusa, galerije, itd.

## Šolstvo
Ravnatelja običajno izbere svet šole, mandat ravnateljevanja je običajo 5 let. Najdaljši ravnateljski staž v Sloveniji ima prof. Jože Zupančič, ravnatelj I. gimnazije v Celju.